# Bryum phallus
Bryum phallus är en bladmossart som beskrevs av C. Müller 1875. Bryum phallus ingår i släktet bryummossor, och familjen Bryaceae. Inga underarter finns listade i Catalogue of Life.